# コ・ミンシ
コ・ミンシ（朝: 고민시、1995年2月15日 - ）はMystic Story所属の大韓民国の女優、モデル、監督である。

## 出演

### 映画
- 平行小説（2016年）
- チーズ・イン・ザ・トラップ（2018年）
- The Witch 魔女（2018年）
- 鳳梧洞(ポンオドン)戦闘（2019年）
- セットプレー（2020年）
- 別れる決心（2022年）
- 密輸 1970（2023年）[1]

### ドラマ
- 72秒ドラマシーズン3（2016年、ウェブドラマ）- 記憶女役
- 完全無欠（2017年、NEVER）- ヘナ役
- 猟気的な彼女（2017年、SBS）- ソンギョン役
- 青春時代2（2017年、JTBC）- オ・ハナ役
- メロホリック（2017年、OCN）- チュ・ヨジン役
- ウラチャチャワイキキ（2018年、JTBC）- イ・ミナ役
- 忘れられた季節（2018年、KBS2）- チェ・ジヨン役
- ライブ（2018年、tvN）- オ・ソンイ役
- 空から降る一億の星（2018年、tvN）- イム・ユリ役
- 恋するアプリ Love Alarm（2019年、Netflix）- パク・クルミ役
- シークレットブティック（2019年、SBS）- イ・ヒョンジ役[2]
- Sweet Home〜俺と世界の絶望〜（2020年、Netflix）- イ・ウニュ役
- 告白しない理由（2020年、KBS2）- ソ・ユンジャン役[3]
- 恋するアプリ Love Alarm シーズン2（2021年、Netflix）- パク・クルミ役[4]
- 五月の青春（2021年、KBS2）- キム・ミョンヒ役[5]
- 智異山（2021年、tvN）- イ・ダウォン役
- Sweet Home〜俺と世界の絶望〜2（2023年、Netflix）- イ・ウニュ役
- Sweet Home〜俺と世界の絶望〜3（2024年、Netflix）- イ・ウニュ役
- ソジンの家2（2024年、tvN）
- 誰もいない森の奥で木は音もなく倒れる（2024年、Netflix）- ユ・ソンア役

### 広告
- CLIO（2021年）[6]
- J.ESTINA（2021年）[7]

## 雑誌
- 「Noblesse Men」2021年7/8月号[8]

## 賞とノミネート

### 受賞
- 2018年「第7回大韓民国ベストスター賞 人気スター賞」
- 2019年「SBS演技大賞 新人女優賞」[9]

### ノミネート
- 2018年「第55回大鐘賞 助演女優賞」
- 2020年「KBS演技大賞 優秀女優賞」
- 2023年「青龍映画賞　新人女優賞」